# 劉永昌
刘永昌（？—1214年），金朝末年飐军首领。在貞祐二年春二月，聚众反金。派遣张晖等三人来招降武清县（今天津市武清县）巡检梁佐、柳口巡检李咬住，梁佐将他们扣押。第二天，刘永昌率众二十人持文书来见，署其年号为天赐，梁佐将文书掷于地，命令麾众拿下了刘永昌，和张晖等人一起斩杀。金宣宗因梁佐、李咬住之功都加官进爵，皆赐姓完颜。